# Словацкая Википедия
Слова́цкая Википе́дия (словац. Slovenská Wikipédia) — раздел Википедии на словацком языке. Была создана в октябре 2003 года.

## Статистика
По состоянию на 20 марта 2025 года словацкий раздел Википедии содержит 252 868 статей, занимая по этому показателю 44-е место среди всех языковых разделов. Зарегистрировано 261 395 участников, из них 517 совершили какое-либо действие за последние 30 дней, 11 участников имеют статус администратора. Общее число правок составляет 7 980 476.

## История
Запущена в октябре 2003 года, но активность в ней появилась лишь летом 2004 года. В сентябре 2005 года была создана 15-тысячная статья. В августе 2006 года достигнута отметка в 50 000 статей, а 28 августа 2008 года число статей превысило 100 000. Большое количество статей в данном разделе было залито ботами.

### Хронология
- 28 августа 2008 года — 100 000 статей.
- 5 декабря 2011 года — 130 000 статей.
- 3 августа 2012 года — 175 000 статей.
- 5 февраля 2015 года — 200 000 статей.